# خورخه گارسیا (بازیکن فوتبال، زاده ۱۹۶۹)
خورخه گارسیا (انگلیسی: Jorge García؛ زادهٔ ۱۱ نوامبر ۱۹۶۹) بازیکن فوتبال اهل آرژانتین است.
از باشگاه‌هایی که در آن بازی کرده‌است می‌توان به باشگاه فوتبال ویسوا کراکوف اشاره کرد.